# Горнє Огор'є
Горнє Огор'є (хорв. Gornje Ogorje) — населений пункт у Хорватії, у Сплітсько-Далматинській жупанії у складі громади Муч.

## Населення
Населення за даними перепису 2011 року становило 163 осіб.
Динаміка чисельності населення поселення:

## Клімат
Середня річна температура становить 11,53 °C, середня максимальна – 25,55 °C, а середня мінімальна – -3,28 °C. Середня річна кількість опадів – 916 мм.
| Клімат поселення                              | Клімат поселення | Клімат поселення | Клімат поселення | Клімат поселення | Клімат поселення | Клімат поселення | Клімат поселення | Клімат поселення | Клімат поселення | Клімат поселення | Клімат поселення | Клімат поселення | Клімат поселення |
| Показник                                      | Січ.             | Лют.             | Бер.             | Квіт.            | Трав.            | Черв.            | Лип.             | Серп.            | Вер.             | Жовт.            | Лист.            | Груд.            |                  |
| Середній максимум, °C                         | 8,81             | 9,27             | 12,35            | 16,03            | 20,83            | 24,80            | 25,55            | 25,37            | 21,00            | 16,64            | 11,63            | 8,68             |                  |
| Середня температура, °C                       | 2,76             | 3,22             | 6,28             | 9,97             | 14,78            | 18,76            | 21,16            | 20,99            | 16,63            | 12,25            | 7,26             | 4,30             |                  |
| Середній мінімум, °C                          | −3,28            | −2,83            | 0,24             | 3,93             | 8,73             | 12,71            | 16,79            | 16,63            | 12,24            | 7,88             | 2,88             | −0,08            |                  |
| Норма опадів, мм                              | 74               | 66               | 72               | 77               | 66               | 65               | 43               | 56               | 82               | 100              | 117              | 98               |                  |
| Середньомісячна швидкість вітру, м/с          | 2.63             | 2.90             | 2.99             | 2.85             | 2.54             | 2.25             | 2.24             | 2.14             | 2.39             | 2.50             | 2.95             | 2.97             |                  |
| Середньомісячна сонячна радіація, кДж/м²·день | 5442             | 8227             | 11792            | 16199            | 19879            | 22416            | 24033            | 21205            | 15856            | 10323            | 5860             | 4592             |                  |
| --------------------------------------------- | ---------------- | ---------------- | ---------------- | ---------------- | ---------------- | ---------------- | ---------------- | ---------------- | ---------------- | ---------------- | ---------------- | ---------------- | ---------------- |
| Джерело:                                      |                  |                  |                  |                  |                  |                  |                  |                  |                  |                  |                  |                  |                  |